# Французская экспедиция Эдуарда IV
Французская экспедиция 1475 года — военная кампания английского короля Эдуарда IV во Франции.

## Эпилог Столетней войны
После разгрома англичан при Кастийоне и капитуляции Бордо основные боевые действия в ходе Столетней войны завершились, но заключению мира или перемирия препятствовала позиция английского правительства, не желавшего мириться с поражением. Опустевшая казна и начавшаяся в 1455 году ожесточённая борьба за власть мешали англичанам предпринять попытку реванша, опираясь на оставшийся под их властью Кале.
Карл VII летом 1456 года собрал в Нормандии большую армию, чтобы атаковать Кале, но кампания была сорвана из-за противодействия Филиппа Бургундского и дофина Людовика.
В 1457 году Пьер де Брезе совершил налёт на английский Сануидж, на что англичане ответили сильными ударами по Арфлёру и острову Ре, и одержали победу над французским флотом у Кале. Продолжения эти военные акции не имели, поскольку в Англии усиливалось противостояние Ланкастеров и Йорков, и обе группировки искали поддержки на континенте. Французский король был на стороне своей племянницы Маргариты Анжуйской, но не мог не считаться с позицией могущественного герцога Бургундского, поддерживавшего графа Уорика. Дофин, скрывавшийся от королевского гнева в Бургундии, пытался организовать англо-бургундский союз против отца и устроить английское вторжение во Францию, а пока в Англии продолжалась гражданская война, посылал Йоркам подкрепления.

## Франция и войны Роз
Свержение Уориком Ланкастеров в 1461 году, создало угрозу возобновления англо-французской войны, поскольку Франция и Бургундия были близки к разрыву. Взошедший в том же году на трон Людовик XI поставил целью не допустить восстановления англо-бургундского союза, направленного против Франции. Для этого надо было поддерживать в Англии состояние гражданской войны.
Свергнутая Маргарита Анжуйская укрылась во Франции, и в июне 1462 года король заключил с ней перемирие на сто лет. По этому соглашению Ланкастеры не признавали за Людовиком титула короля Франции, но в качестве залога за ссуду в 20 тыс. ливров передавали ему Кале (который ещё надо было отвоевать у Йорков). Реального значения этот договор не имел, поскольку в Англии, где правил Эдуард IV Йоркский, его не признавали, а для осады Кале нужно было пройти через владения бургундцев в Пикардии, на что те не соглашались.
На договор Франции с Ланкастерами Уорик и Эдуард IV ответили возобновлением военных действий, совершив налёт на побережье Сентонжа. Людовик направил в Шотландию против англичан отряд под командованием Пьера де Брезе.
В сентябре 1463 года на англо-французской мирной конференции в Сент-Омере при посредничестве Филиппа Бургундского договорились о коротком перемирии в наземных военных действиях, позже распространив его на каперские акции. Добиваясь примирения с Йорками, Людовик через Уорика предложил Эдуарду в жёны Бону Савойскую, и тогда английский король был вынужден объявить о своем тайном браке с Елизаветой Вудвилл. Это вызвало конфликт уже среди самих йоркистов, поскольку при английском дворе началось противоборство между кланом Невиллов во главе с Уориком и кланом Вудвиллов, и англичане упустили возможность вмешаться в войну Людовика с Лигой Общественного блага.
Справившись с мятежными феодалами, Людовик в мае 1466 года добился продления перемирия, за счёт выплаты пенсиона английскому королю, а 7 июня 1467 года граф Уорик прибыл в Нормандию для переговоров о торговом соглашении. В тайне шли переговоры о браке Маргариты Йоркской с французским принцем крови, но Эдуард ещё в 1466 года подписал договор о дружбе с Карлом Смелым, ставшим в июне 1467 года герцогом Бургундским. Соглашение с французами он ратифицировать отказался, отправил в отставку канцлера Джорджа Невилла, и, под влиянием Вудвиллов, вступил в союз с Бургундией, Бретанью и Кастилией против Франции. В июне 1468 года он выдал Маргариту за Карла Смелого и объявил в Парламенте, что намерен высадиться на континенте и вернуть утраченное наследие предков.
Людовику ценой немалого унижения удалось восстановить видимость союза с Бургундией, но благодаря этому в английских делах он добился блестящего, хотя и временного, успеха. Уорик, потерпевший поражение в борьбе с партией королевы, укрылся в Нормандии, и при содействии Людовика присоединился к Ланкастерам. В июле 1470 года в Анжере договорились о браке Эдуарда Ланкастера и дочери Уорика Анны Невилл, приданое которой выплатил французский король. С Маргаритой Анжуйской было заключено 30-летнее перемирие, а на 30 тыс. экю французской субсидии Уорик собрал армию наёмников и в октябре 1470 года восстановил Генриха Ланкастера на троне.

## Англо-бургундский союз
Людовик планировал в союзе с англичанами нанести решительный удар по Бургундии, а для заключения окончательного мира предполагалось собрать конференцию. Эти планы рухнули, когда Эдуард IV, получивший помощь от Карла Смелого, высадился в Англии, разгромил Уорика, а затем и самих Ланкастеров. Теперь уже Франция, самонадеянно начавшая в 1471 году войну с Бургундией, оказалась перед угрозой масштабного вторжения. В 1471 и 1473 годах заключались перемирия, но уже в 1474 году Эдуард планировал высадку, для чего потребовал у парламента выделить субсидии. В ноябре 1472 года он добился введения налога в размере десятины от всех земельных доходов на содержание 13 тыс. лучников. Попытки ввести другие налоги вызвали противодействие парламента, поскольку ввергли бы королевство в хаос. Тогда король прибег к прямому вымогательству денег у знати и городов — так называемым «добровольным пожертвованиям» (беневоленциям).
В июле 1474 года Эдуард IV и Карл Смелый заключили договор о наступательном союзе. В обмен на помощь в завоевании французской короны герцог Бургундский получал графство Гин, Пикардию, Турне, Шампань и Бар.

## Высадка во Франции
В июне 1475 года Эдуард IV начал десантную операцию. По словам Филиппа де Коммина, Карл Смелый предоставил ему 500 голландских и зеландских барок, «плоскодонных и с низкими бортами». На переправу из Дувра в Кале ушло три недели, и за это время французы не попытались помешать противнику. 4 июля Эдуард высадился в Кале. Его армия насчитывала около 20 тыс. человек. Герцог Бургундский совершил одну из тех ошибок, что в итоге погубили и его, и его государство. Вместо подготовки к кампании во Франции он ввязался в войну архиепископа Кёльнского с мятежными подданными, и потратил 11 месяцев на неудачную осаду Нойса, вступив из-за этого в конфликт с Фридрихом III Габсбургом.
Потеряв под Нойсом 4 тыс. отборных воинов, Карл Смелый распустил свою армию для грабежей в Лотарингии и Баре, а сам с небольшим эскортом отправился в Кале. Это оказалось неприятным сюрпризом для англичан, ожидавших, что он приведёт значительные силы. 17 июля король и герцог выступили в поход. Коннетабль Франции Луи де Люксембург, владевший крепостями на Сомме, давно вёл двойную игру, поддерживая связь с герцогом Бургундским и королём Англии, чья супруга приходилась ему племянницей. Он обещал англичанам открыть ворота Сен-Кантена, но, запутавшись в интригах, никому не доверяя и опасаясь возмездия со стороны Людовика, встретил английский авангард артиллерийским огнём и вылазкой гарнизона. Англичане, не ожидавшие такого вероломства, потеряли убитыми двух или трех людей и нескольких пленными.
После этого Карл Смелый покинул англичан под предлогом военных действий в Баре, и Эдуард двинулся к Амьену, попутно ведя переговоры с французскими представителями. Король Франции, также собрав 20-тыс. армию, выступил ему навстречу. Он убеждал Эдуарда в том, что герцог Бургундский использует его, чтобы выторговать для себя более выгодные условия при заключении мира с Францией, а на коннетабля Люксембурга, лавировавшего между тремя сторонами и всех предававшего, рассчитывать не советовал. Кроме того, ему удалось настроить Карла Смелого против англичан.

## Договор в Пикиньи
Мирное соглашение было заключено под Амьеном, а для его утверждения короли договорились провести личную встречу на мосту через Сомму у Пикиньи. 29 августа было подписано семилетнее перемирие на условиях выплаты Францией контрибуции в 75 тыс. экю и пожизненного пенсиона Эдуарду IV в 50 тыс. в год. Помимо этого, Людовик за 50 тыс. выкупил из плена Маргариту Анжуйскую.
Получив деньги, английская армия вернулась в Кале, причём с большим поспешанием, поскольку Эдуард опасался возможного нападения бургундцев или местных жителей. «И в самом деле, когда его люди отклонялись от пути, то кто-нибудь всегда обретал упокоение в кустах».
Соглашение вызвало недовольство как у рыцарей Людовика, полагавших его условия унизительнымы, так и у рыцарей Эдуарда, планировавших обогатиться за счёт военной добычи и выкупов за пленных. Тем не менее, французский король, который уже вёл две войны, не мог себе позволить роскошь начинать третью, а потому был доволен перемирием. Эдуард же, убедившись в ненадёжности союзников, не рискнул в одиночку начинать военные действия и удовлетворился крупным выкупом и тем, что французы стыдливо именовали «пенсионом», а англичане гордо называли «данью». Эти средства позволяли ему в будущем не зависеть от парламента. Кроме того, в его распоряжении остались значительные суммы, собранные для выплаты жалования войскам и не потраченные по причине прекращения похода.
Вполне возможно, что поход изначально планировался как военная демонстрация. Филипп де Коммин подводит ему итог следующими словами:

Королю Английскому этот поход был отнюдь не по сердцу. Ещё в Англии, в Дувре, до того как взойти на корабль и пуститься в плавание, он вступил в сношения с нами. И пересечь море он вынужден был по двум причинам: во-первых, потому, что этого желало все его королевство по привычке, сохранившейся с прежних времен, и на него оказывал давление герцог Бургундский; а во-вторых, чтобы оставить себе весьма крупную сумму денег из тех, что он собрал в Англии на этот поход. Ибо, как Вы слышали, английские короли взимают деньги лишь со своего домена, если только они не ведут войну с Францией.— Филипп де Коммин. Мемуары. IV, 11
.

## Последствия
Людовику XI удалось избавиться от серьёзной угрозы и развязать себе руки для борьбы с герцогом Бургундским. Тем не менее, опасность войны с Англией сохранялась и после Аррасского соглашения 1482 года, завершившего первую фазу Войны за бургундское наследство, Эдуард IV снова начал военные приготовления. Смерть короля и восстание Тюдоров помешали английскому вторжению, но уже в 1487 году Генрих VII планировал высадиться в Гиени, а в 1489 году английский экспедиционный корпус принял участие в военных действиях в Бретани. И всё же период масштабных англо-французских войн закончился, начиналась эпоха франко-габсбургской борьбы, в которой Англия выступала лишь как ситуативный союзник Габсбургов.